# Rhytidoponera aquila
Rhytidoponera aquila é uma espécie de formiga do gênero Rhytidoponera.